# براکلی کورپوریشن
براکلی کورپوریشن (انگلیسی: Broccoli Corporation) شرکت بازی ویدئویی ژاپنی است، که در سال ۱۹۹۴ تأسیس شد.